# Caluíno
Caluíno (em latim: Caluinus) foi um monge e sacerdote da cela de São Estêvão no final do século VIII. Segundo Alcuíno de Iorque, era muito amado e famoso. Em 795, elegeu Embaldo II como arcebispo de Iorque. Em data incerta, Alcuíno enviou uma carta (209) para Caluíno na qual discutiram os problemas enfrentados por Embaldo; na epístola 233, solicita que Caluíno e Dodão encorajassem Embaldo e informa sobre sua aposentadoria.